# Galdangín Džamsran
Galdangín Džamsran nebo Džamsran Galdan (* 1958) je bývalý mongolský zápasník.

## Sportovní kariéra
Pochází z ajmagu Uvs z ojratské kočovné rodiny. Od dětství se věnoval tradičnímu mongolskému zápasu böch. V tradičním mongolském zápasu je několikanásobným mistrem svého regionu. Do mongolské samistické a judistické reprezentace byl vybrán koncem sedmdesátých let dvacátého století. V sambu je trojnásobným mistrem světa z let 1983, 1984 a 1987 v lehké váze do 68 kg. V judu se na mezinárodní úrovni výrazně neprosadil. Jeho maximem bylo třetí místo z turnaje Družba 84. Na olympijských hrách nestartoval.

## Výsledky

### Judo
| Turnaj            | 1981           | 1982           | 1983           | 1984           |
| Turnaj            | 23             | 24             | 25             | 26             |
| Turnaj            | pololehká váha | pololehká váha | pololehká váha | pololehká váha |
| ----------------- | -------------- | -------------- | -------------- | -------------- |
| Olympijské hry    |                |                |                | —              |
| Mistrovství světa | úč.            |                | —              |                |

### Sambo
| Turnaj            | 1979 | 1980 | 1981 | 1982 | 1983 | 1984 | 1985 | 1986 | 1987 |
| Turnaj            | 21   | 22   | 23   | 24   | 25   | 26   | 27   | 28   | 29   |
| Turnaj            | -62  | -62  | -62  | -62  | -68  | -68  | -68  | -68  | -68  |
| ----------------- | ---- | ---- | ---- | ---- | ---- | ---- | ---- | ---- | ---- |
| Mistrovství světa | 2.   |      | 2.   | 3.   | 1.   | 1.   | 2.   | —    | 1.   |